# Carl-Axel von Zweigbergk
Carl-Axel Tönnes von Zweigbergk, född 18 december 1893 i Sandhems församling i dåvarande Skaraborgs län, död 1 oktober 1980 i Västerås Lundby församling i Västmanlands län, var en svensk militär.
Carl-Axel von Zweigbergk var son till godsägaren Axel Henrik von Zweigbergk och Magna Nöring. Han avlade studentexamen i Kristianstad 1912 och officersexamen 1914, studerade vid Gymnastiska Centralinstitutet (GCI) 1917–1918 och Krigshögskolan (KHS) 1927–1929 samt hade intendentsexamen från 1932.
Han blev underlöjtnant vid Karlskrona grenadjärregemente 1914, löjtnant där 1916 och kapten 1929 samt major i reservstat vid Kronobergs regemente 1936. Han var syssloman vid Gotlands länslasarett 1937–1941 och vid landstingets sjukvårdsanstalter i Västerås från 1941.
Han var president för Rotary 1953–1954 och riddare av Svärdsorden (RSO). Han hade Patriotiska Sällskapets stora guldmedalj och flera ytterligare utmärkelser, bland annat en medalj från Sveriges militära idrottsförbund.
Carl-Axel von Zweigbergk gifte sig 1926 med Ingrid Frykman (1907–1996), dotter till jägmästare Oskar Daniel Frykman och Emmy Vilhelmina Forsgren. De fick två barn: Jurgen von Zweigbergk (1928–2008), far till Helena von Zweigbergk och Amelie von Zweigbergk, och Margareta von Zweigbergk Olsson (född 1934), en tid svärmor till Robert Broberg.
Han är gravsatt i minneslunden på Hovdestalunds kyrkogård i Västerås.